# Prinsessan Elisabeth (forskningsstation)
Prinsessan Elisabeth (franska: Station Princesse-Élisabeth; flamländska: Prinses Elisabethbasis) är en belgisk forskningsstation i Dronning Maud Land i Antarktis. Den etablerades i samband med det internationella polaråret 2007-2009, och invigdes 15 februari 2009. Stationen är byggd på stengrund vid nunataken Utsteinen på 1300 meters höjd och cirka 180 km från kusten. Den är bara bemannad under sommarhalvåret, vanligen från början av november till slutet av februari.

## Etablering och finansiering
I samband med 50-årsjubileet för invigningen av den första belgiska stationen Base Antarctique Roi Baudouin (1958-1968), beslutades att etablera en ny belgisk forskningsstation i Antarktis. Kostnaden för bygget uppgick till 6,4 miljoner euro. Den belgiska staten bidrog med två miljoner euro, och resten kom från privata sponsorer och donationer. 

## Stationen
Stationen har en aerodynamisk form för att motstå lokala vindhastigheter upp till 300 km/h. Ytterväggarna är isolerade med ett 40 cm tjock lager av polystyrenskum. Den sammanlagda golvytan är 400 kvadratmeter, medan de tekniska installationerna täcker 2000 kvadratmeter. Solpaneler på väggarna och taket samt åtta vindturbiner försörjer stationen med ström, och Princess Elisabeth är den första forskningsstationen i Antarktis som till fullo försörjs av förnybar energi. Stationens förväntade levnadslängd är 25 år. Den är uppkallad efter prinsessan Elisabeth av Belgien, född 2001. 

## Forskning
Stationen har en kapacitet av uppemot tjugo personer. Det bedrivs forskning inom bland annat meteorologi, glaciologi, magnetism, mikrobiologi och klimatförändringar. Forskningsprogrammen leds av forskningsmyndigheten Federaal Wetenschapsbeleid. 